# II krucjata szwedzka
II krucjata szwedzka – na wpół historyczna wyprawa wojenna do Finlandii, podjęta przez jarla Birgera w XIII wieku. W rezultacie krucjaty Finlandia stała się częścią Szwecji na następne 550 lat.

## Data krucjaty
Według Kroniki Eryka z 1320 roku krucjata odbyła się pomiędzy śmiercią króla Eryka XI Szwedzkiego w 1250 roku, a wyniesieniem Birgera do godności jarla w 1248 roku.
Tak zwana Kronika Detmara z Lubeki z około 1340 roku potwierdza wyprawę w krótkiej nocie, że jarl Birger poddał Finlandię pod władzę szwedzką.
Z innych źródeł wiadomo, że jarl Birger był nieobecny w Szwecji zimą 1249-1250 roku. Później podbój Finlandii został przez oficjalną historiografię szwedzką antydatowany na rok 1150, przypisując ją narodowemu świętemu królowi Erykowi IX.
Moment, kiedy atak miał miejsce, jest kwestionowany. Podjęte zostały próby datowania ataku na 1239 lub 1256 rok. Żadna data nie uzyskała szerokiej akceptacji naukowej.